# كوزليورد (أديامان)
كوزليورد (بالكردية: Kilîsk‏) (بالتركية: Güzelyurt)‏ هي قرية تتبع إداريّاً لمديرية أديامان في محافظة أديامان التركية الواقعة في جنوب شرق الأناضول. بلغ عدد سكانها 306 نسمة في عام 2021.